# Aleksej Markov
Aleksej Mikhajlovitj Markov (russisk: Алексей Михайлович Марков ; født 26. maj 1979 i Moskva) er en russisk tidligere professionel cykelrytter.